# BioLib
BioLib är en icke-kommersiell webbaserad databas med målet att samla biologisk information om de 70 000 – 90 000 arter av djur, växter och svampar som finns i Tjeckiska republiken. Det är fritt för alla att bidra med information efter att man har registrerat sig på sidan.